# Das Duo: Totes Erbe
Totes Erbe ist ein deutscher Fernsehfilm von Niki Stein aus dem Jahr 2002. Es handelt sich um den dritten Filmbeitrag der ZDF-Kriminalfilmreihe Das Duo.

## Handlung
Lizzy Krüger und ihre Chefin Marion Ahrens ermitteln im Todesfall von Werftbesitzer Wolfgang Schmücker, der in den Flammen seines Hauses verbrannt ist. Die Spuren deuten zweifelsfrei auf Brandstiftung. Kommissarin Krüger hält es für möglich, dass Schmückers Gebäude der geplanten Struktursanierung im Wege war und einem warmen Abriss zum Opfer gefallen ist. Krüger und Ahrens finden heraus, dass ein niederländischer Konzern Interesse an dem Stadtteil hat und dabei ist, das gesamte Gebiet aufzukaufen. Deshalb wird den Besitzern ein Kaufpreis geboten, bei dem sich ihre wirtschaftliche Situation in der Regel verbessern würde. Zur Zeit hat aber noch niemand verkauft und der Konzern hat nur Interesse, wenn ausnahmslos alle Hausbesitzer zustimmen. In dieser kleinen Nachkriegssiedlung hat der Kleinunternehmer Franz Kreuter das Sagen und sorgt sich wie ein Bürgermeister um den Ort und die Leute. Entsprechend kennt er alle und kann den Kommissarinnen mit Rat und Tat zur Seite stehen. Er gibt zwar an, dass er aus der Siedlung nie weggehen würde und alle anderen das ähnlich sehen würden, weil sie ihre Häuser alle eigenhändig aufgebaut haben und hier verwurzelt sind. Doch können Krüger und Ahrens das genaue Gegenteil herausfinden. Schmücker hingegen hatte seit Jahren alle freiwerdenden Grundstücke aufgekauft und konnte mit seiner Weigerung zum Verkauf das Geschäft für die anderen zunichtemachen. Die Siedlung zu erhalten war ihm so wichtig, dass er testamentarisch Verfügungen traf, damit auch im Falle seines Todes ein Verkauf der Grundstücke unmöglich wird. Krüger und Ahrens nehmen nacheinander die Bewohner der Siedlung ins Verhör und erfahren so, dass Franz Kreuter das Ganze angezettelt und Schmückers Mitarbeiter Felix Hinrich das Haus angezündet hatte. Hinrichs entzieht sich der Festnahme durch Flucht und versucht mit einem Boot zu entkommen. Dabei gerät er in das Fahrwasser eines großen Schiffes und ist daraufhin nicht mehr auffindbar. Kommissarin Ahrens ist davon überzeugt, dass Hinrich es bei der niedrigen Wassertemperatur nicht überlebt haben kann.
Aufgrund der Differenzen zwischen Lizzy Krüger und ihrem Kollegen Benno Polenz verlässt dieser Lübeck und wechselt auf eine Dienststelle in Hamburg.

## Produktionsnotizen
Totes Erbe wurde in Lübeck gedreht und am 26. Oktober 2002 um 20:15 Uhr im ZDF erstausgestrahlt.

## Kritik
Die Kritiker der Fernsehzeitschrift TV Spielfilm vergaben eine mittlere Wertung (Daumen zur Seite) und befanden: „Ein mauer Fall vom Reißbrett, ohne Pfiff“.